# 24K Magic
24K Magic (cách điệu: XXIVK Magic) là album phòng thu thứ ba của ca sĩ kiêm sáng tác nhạc người Mỹ Bruno Mars, phát hành ngày 18 tháng 11 năm 2016 bởi Atlantic Records. Được thực hiện từ cuối năm 2015 đến tháng 9 năm 2016, Mars tái hợp với Philip Lawrence và Christopher Brody Brown, những người sáng tác album với bút danh chung Shampoo Press & Curl, bên cạnh một số cộng tác viên mới như The Stereotypes và James Fauntleroy. 24K Magic là sự kết hợp của nhiều phong cách âm nhạc lấy cảm hứng từ thập niên 1990, bao gồm R&B, funk, pop và new jack swing, thể hiện mong muốn của nam ca sĩ trong việc tạo nên một album gợi nhớ đến những tác phẩm anh từng nghe và nhảy theo thời thơ ấu, qua đó khiến mọi người nhảy múa và thích thú như mình. Tương tự như album trước Unorthodox Jukebox (2012), 24K Magic khai thác những chủ đề liên quan đến tiền bạc và tình dục.
Sau khi phát hành, 24K Magic đa phần nhận được những phản ứng tích cực từ các nhà phê bình âm nhạc, trong đó họ đánh giá cao sự thay đổi trong phong cách âm nhạc theo hướng R&B đương đại của Mars và quá trình sản xuất, bên cạnh một số ý kiến trái chiều xoay quanh việc những bài hát có khuynh hướng tách rời khỏi khán giả đại chúng và thiếu "sự tổn thương" trong những bản ballad trước đây của anh. Tuy nhiên, album đã gặt hái nhiều giải thưởng và đề cử tại những lễ trao giải lớn, bao gồm chiến thắng hai giải Grammy cho Album của năm và Album R&B xuất sắc nhất tại lễ trao giải thường niên lần thứ 60. 24K Magic cũng tiếp nhận những thành công lớn về mặt thương mại, đạt ngôi vị á quân ở Canada, Pháp và New Zealand, đồng thời lọt vào top 10 ở hầu hết những thị trường còn lại. Tại Hoa Kỳ, album ra mắt ở vị trí thứ hai trên bảng xếp hạng Billboard 200, trở thành đĩa hát thứ ba liên tiếp của Mars vươn đến top 5 tại đây.
Năm đĩa đơn đã được phát hành từ 24K Magic, trong đó hai đĩa đơn đầu tiên "24K Magic" và "That's What I Like" gặt hái nhiều thành công trên các bảng xếp hạng, cũng như lần lượt thắng hai giải Grammy ở hạng mục Thu âm của năm và Bài hát của năm. "That's What I Like" cũng trở thành đĩa đơn quán quân thứ bảy của Mars trên bảng xếp hạng Billboard Hot 100. "Finesse" được phối lại với sự tham gia góp giọng của Cardi B cũng lọt vào top 5 ở nhiều quốc gia, trong khi "Versace on the Floor" và "Chunky" chỉ được phát hành hạn chế và đạt thành công tương đối. Để quảng bá album, Mars thực hiện chuyến lưu diễn thứ tư trong sự nghiệp 24K Magic World Tour kéo dài từ tháng 3 năm 2017 đến tháng 12 năm 2018, với 215 đêm diễn và đi qua sáu châu lục. Kể từ khi phát hành, 24K Magic đã bán được hơn năm triệu bản trên toàn cầu, và lọt vào danh sách những album xuất sắc nhất thập niên 2010 của Associated Press và Billboard.

## Danh sách bài hát
Thành phần thực hiện được trích từ ghi chú của 24K Magic.
| 24K Magic - Bản tiêu chuẩn | 24K Magic - Bản tiêu chuẩn | 24K Magic - Bản tiêu chuẩn                                                                       | 24K Magic - Bản tiêu chuẩn               | 24K Magic - Bản tiêu chuẩn |
| STT                        | Nhan đề                    | Sáng tác                                                                                         | Sản xuất                                 | Thời lượng                 |
| -------------------------- | -------------------------- | ------------------------------------------------------------------------------------------------ | ---------------------------------------- | -------------------------- |
| 1.                         | "24K Magic"                | Bruno Mars Philip Lawrence Christopher Brody Brown                                               | Shampoo Press & Curl The Stereotypes [a] | 3:46                       |
| 2.                         | "Chunky"                   | Mars Lawrence Brown James Fauntleroy                                                             | Shampoo Press & Curl                     | 3:06                       |
| 3.                         | "Perm"                     | Mars Lawrence Brown Fauntleroy Homer Steinweiss Trevor Lawrence, Jr.                             | Shampoo Press & Curl                     | 3:30                       |
| 4.                         | "That's What I Like"       | Mars Lawrence Brown Fauntleroy Johnathan Yip Ray Romulus Jeremy Reeves Ray Charles McCullough II | Shampoo Press & Curl The Stereotypes [b] | 3:26                       |
| 5.                         | "Versace on the Floor"     | Mars Lawrence Brown Fauntleroy                                                                   | Shampoo Press & Curl                     | 4:21                       |
| 6.                         | "Straight Up & Down"       | Mars Lawrence Brown Fauntleroy Faheem Najm Carl Martin Marc Gay                                  | Shampoo Press & Curl Emile Haynie        | 3:18                       |
| 7.                         | "Calling All My Lovelies"  | Mars Lawrence Brown Fauntleroy Haynie Jeff Bhasker                                               | Shampoo Press & Curl Haynie Bhasker      | 4:10                       |
| 8.                         | "Finesse"                  | Mars Lawrence Brown Fauntleroy Yip Romulus Reeves McCullough II                                  | Shampoo Press & Curl The Stereotypes     | 3:10                       |
| 9.                         | "Too Good to Say Goodbye"  | Mars Lawrence Brown Bhasker Kenneth "Babyface" Edmonds                                           | Shampoo Press & Curl                     | 4:41                       |
| Tổng thời lượng:           | Tổng thời lượng:           | Tổng thời lượng:                                                                                 | Tổng thời lượng:                         | 33:28                      |

| Video kèm theo bản kỹ thuật số | Video kèm theo bản kỹ thuật số | Video kèm theo bản kỹ thuật số | Video kèm theo bản kỹ thuật số |
| STT                            | Nhan đề                        | Đạo diễn                       | Thời lượng                     |
| ------------------------------ | ------------------------------ | ------------------------------ | ------------------------------ |
| 10.                            | "24K Magic" (video ca nhạc)    | Mars Cameron Duddy             | 3:46                           |

| Bản cao cấp tại Nhật (CD) | Bản cao cấp tại Nhật (CD)               | Bản cao cấp tại Nhật (CD)                                                                         | Bản cao cấp tại Nhật (CD)            | Bản cao cấp tại Nhật (CD) |
| STT                       | Nhan đề                                 | Sáng tác                                                                                          | Sản xuất                             | Thời lượng                |
| ------------------------- | --------------------------------------- | ------------------------------------------------------------------------------------------------- | ------------------------------------ | ------------------------- |
| 10.                       | "Finesse (Remix)" (hợp tác với Cardi B) | Mars Lawrence Brown Fauntleroy Yip Romulus Reeves McCullough II Belcalis Almanzar Klenord Raphael | Shampoo Press & Curl The Stereotypes | 3:37                      |

| Bản cao cấp tại Nhật (Blu-ray) | Bản cao cấp tại Nhật (Blu-ray)                     | Bản cao cấp tại Nhật (Blu-ray) | Bản cao cấp tại Nhật (Blu-ray) | Bản cao cấp tại Nhật (Blu-ray) |
| STT                            | Nhan đề                                            | Sáng tác | Đạo diễn                       | Thời lượng                     |
| ------------------------------ | -------------------------------------------------- | --- | ------------------------------ | ------------------------------ |
| 1.                             | "Good Morning Harlem"                              | | Chris Howie                    |                                |
| 2.                             | "24K Magic"                                        | Mars Lawrence Brown | Howie                          |                                |
| 3.                             | "Finesse"                                          | Mars Lawrence Brown Fauntleroy Yip Romulus Reeves McCullough II                                                                        | Howie                          |                                |
| 4.                             | "Perm"                                             | Mars Lawrence Brown Fauntleroy Steinweiss Lawrence, Jr.                                                                                | Howie                          |                                |
| 5.                             | "Chess in Harlem"                                  | | Howie                          |                                |
| 6.                             | "Calling All My Lovelies"                          | Mars Lawrence Brown Fauntleroy Haynie Bhasker                                                                                          | Howie                          |                                |
| 7.                             | "Chunky"                                           | Mars Lawrence Brown Fauntleroy | Howie                          |                                |
| 8.                             | "Treasure"                                         | Mars Lawrence Ari Levine Phredley Brown Thibaut Berland Christopher Khan                                                               | Howie                          |                                |
| 9.                             | "That's What I Like"                               | Mars Lawrence Brown Fauntleroy Yip Romulus Reeves McCullough II                                                                        | Howie                          |                                |
| 10.                            | "Straight Up & Down"                               | Mars Lawrence Brown Fauntleroy Najm Martin Gay                                                                                         | Howie                          |                                |
| 11.                            | "Versace on the Floor"                             | Mars Lawrence Brown Fauntleroy | Howie                          |                                |
| 12.                            | "Sylvia's Soul Food"                               | | Howie                          |                                |
| 13.                            | "Uptown Funk" (Mark Ronson hợp tác với Bruno Mars) | Ronson Mars Lawrence Bhasker Nicholas Williams Devon Gallaspy Lonnie Simmons Charles Wilson Ronnie Wilson Robert Wilson Rudolph Taylor | Howie                          |                                |
| 14.                            | "Thành phần thực hiện"                             | | Howie                          |                                |

Ghi chú
- ^[a]  nghĩa là hỗ trợ sản xuất
- ^[b]  nghĩa là đồng sản xuất

Ghi chú nhạc mẫu
- "Straight Up & Down" có chứa sự tham chiếu từ "Baby I'm Yours" thể hiện bởi Shai.[1]

## Xếp hạng
| Bảng xếp hạng (2016-18)                  | Vị trí cao nhất |
| ---------------------------------------- | --------------- |
| Album Úc (ARIA)                          | 3               |
| Album Áo (Ö3 Austria)                    | 14              |
| Album Bỉ (Ultratop Vlaanderen)           | 4               |
| Album Bỉ (Ultratop Wallonie)             | 5               |
| Album Canada (Billboard)                 | 2               |
| Album Quốc tế Croatia (HDU)              | 4               |
| Album Cộng hòa Séc (ČNS IFPI)            | 17              |
| Album Đan Mạch (Hitlisten)               | 6               |
| Album Hà Lan (Album Top 100)             | 5               |
| Album Phần Lan (Suomen virallinen lista) | 17              |
| Album Pháp (SNEP)                        | 2               |
| Album Đức (Offizielle Top 100)           | 9               |
| Album Hungaria (MAHASZ)                  | 5               |
| Album Ireland (IRMA)                     | 4               |
| Album Ý (FIMI)                           | 14              |
| Album Nhật Bản (Oricon)                  | 3               |
| Album México (Top 100 Mexico)            | 7               |
| Album New Zealand (RMNZ)                 | 2               |
| Album Na Uy (VG-lista)                   | 8               |
| Album Ba Lan (ZPAV)                      | 34              |
| Album Bồ Đào Nha (AFP)                   | 5               |
| Album Scotland (OCC)                     | 5               |
| Album Tây Ban Nha (PROMUSICAE)           | 4               |
| Album Thụy Điển (Sverigetopplistan)      | 7               |
| Album Thụy Sĩ (Schweizer Hitparade)      | 4               |
| Album Đài Loan (Five Music)              | 1               |
| Album Anh Quốc (OCC)                     | 3               |
| Album Hoa Kỳ Billboard 200               | 2               |
| Album Hoa Kỳ Top R&B/Hip-Hop (Billboard) | 1               |

| Bảng xếp hạng (2016)    | Vị trí cao nhất |
| ----------------------- | --------------- |
| Album Argentina (CAPIF) | 6               |

| Bảng xếp hạng (2016)                      | Vị trí |
| ----------------------------------------- | ------ |
| Album Úc (ARIA)                           | 33     |
| Album Bỉ (Ultratop Flanders)              | 36     |
| Album Bỉ (Ultratop Wallonia)              | 81     |
| Album Hà Lan (MegaCharts)                 | 59     |
| Album Pháp (SNEP)                         | 33     |
| Album Mexico (AMPROFON)                   | 79     |
| Album New Zealand (RMNZ)                  | 27     |
| Album Tây Ban Nha (PROMUSICAE)            | 39     |
| Album Anh Quốc (OCC)                      | 24     |
| Bảng xếp hạng (2017)                      | Vị trí |
| Album Úc (ARIA)                           | 16     |
| Album Bỉ (Ultratop Flanders)              | 24     |
| Album Bỉ (Ultratop Wallonia)              | 69     |
| Album Canada (Billboard)                  | 6      |
| Album Đan Mạch (Hitlisten)                | 18     |
| Album Hà Lan (MegaCharts)                 | 21     |
| Album Pháp (SNEP)                         | 65     |
| Album Iceland (Plötutíóindi)              | 35     |
| Album Ý (FIMI)                            | 72     |
| Album Mexico (AMPROFON)                   | 70     |
| Album New Zealand (RMNZ)                  | 7      |
| Album Tây Ban Nha (PROMUSICAE)            | 24     |
| Album Thụy Điển (Sverigetopplistan)       | 29     |
| Album Thụy Sĩ (Schweizer Hitparade)       | 62     |
| Album Anh Quốc (OCC)                      | 25     |
| Hoa Kỳ Billboard 200                      | 2      |
| Hoa Kỳ Top R&B/Hip-Hop Albums (Billboard) | 3      |
| Bảng xếp hạng (2018)                      | Vị trí |
| Album Úc (ARIA)                           | 27     |
| Album Bỉ (Ultratop Flanders)              | 40     |
| Album Canada (Billboard)                  | 50     |
| Album Đan Mạch (Hitlisten)                | 99     |
| Album Hà Lan (MegaCharts)                 | 40     |
| Album Nhật Bản (Billboard Japan)          | 51     |
| Album New Zealand (RMNZ)                  | 15     |
| Album Tây Ban Nha (PROMUSICAE)            | 48     |
| Album Anh Quốc (OCC)                      | 86     |
| Hoa Kỳ Billboard 200                      | 26     |
| Hoa Kỳ Top R&B/Hip-Hop Albums (Billboard) | 17     |
| Bảng xếp hạng (2019)                      | Vị trí |
| Hoa Kỳ Billboard 200                      | 120    |

| Bảng xếp hạng (2010–2019)                 | Vị trí |
| ----------------------------------------- | ------ |
| Hoa Kỳ Billboard 200                      | 16     |
| Hoa Kỳ Top R&B/Hip-Hop Albums (Billboard) | 12     |

## Chứng nhận
| Quốc gia | Chứng nhận  | Số đơn vị/doanh số chứng nhận |
| --- | ----------- | ----------------------------- |
| Úc (ARIA) | Bạch kim    | 70.000^                       |
| Canada (Music Canada) | 3× Bạch kim | 240.000‡                      |
| Đan Mạch (IFPI Đan Mạch) | 2× Bạch kim | 40.000‡                       |
| Pháp (SNEP) | 2× Bạch kim | 200.000‡                      |
| Hungary (Mahasz) | Vàng        | 3.000^                        |
| Ý (FIMI) | Bạch kim    | 50.000‡                       |
| Nhật Bản (RIAJ) | Vàng        | 100.000^                      |
| México (AMPROFON) | Bạch kim    | 60.000^                       |
| Hà Lan (NVPI) | Bạch kim    | 50.000‡                       |
| New Zealand (RMNZ) | 3× Bạch kim | 45.000‡                       |
| Bồ Đào Nha (AFP) | Vàng        | 7.500^                        |
| Singapore (RIAS) | 2× Bạch kim | 20.000*                       |
| Tây Ban Nha (PROMUSICAE) | Bạch kim    | 40.000‡                       |
| Anh Quốc (BPI) | Bạch kim    | 300.000‡                      |
| Hoa Kỳ (RIAA) | 3× Bạch kim | 3.000.000‡                    |
| * Chứng nhận dựa theo doanh số tiêu thụ. ^ Chứng nhận dựa theo doanh số nhập hàng. ‡ Chứng nhận dựa theo doanh số tiêu thụ và phát trực tuyến. |             |                               |

## Lịch sử phát hành
| Khu vực        | Ngày              | Hãng đĩa           | Định dạng                       | Phiên bản  | Nguồn  |
| -------------- | ----------------- | ------------------ | ------------------------------- | ---------- | ------ |
| Nhiều          | 18 tháng 11, 2016 | Atlantic           | CD Tải kĩ thuật số Streaming LP | Tiêu chuẩn | [ 89 ] |
| Nhật Bản       | 11 tháng 4, 2018  | Warner Music Japan | CD + Blu-ray                    | Cao cấp    | [ 3 ]  |
| Pháp           | 29 tháng 6, 2018  | Atlantic           | CD + Blu-ray                    | Cao cấp    | [ 90 ] |
| Đức            | 29 tháng 6, 2018  | Atlantic           | CD + Blu-ray                    | Cao cấp    | [ 91 ] |
| Tây Ban Nha    | 29 tháng 6, 2018  | Atlantic           | CD + Blu-ray                    | Cao cấp    | [ 92 ] |
| Vương quốc Anh | 6 tháng 7, 2018   | Atlantic           | CD + Blu-ray                    | Cao cấp    | [ 93 ] |
| Úc             | 13 tháng 7, 2018  | Atlantic           | CD + Blu-ray                    | Cao cấp    | [ 94 ] |